# Portland Trail Blazers 1982-1983
La stagione 1982-83 dei Portland Trail Blazers fu la 13ª nella NBA per la franchigia.
I Portland Trail Blazers arrivarono quarti nella Pacific Division della Western Conference con un record di 46-36. Nei play-off vinsero il primo turno con i Seattle SuperSonics (2-0), perdendo poi la semifinale di conference con i Los Angeles Lakers (4-1).

## Roster
| N° | Naz.                   | Ruolo | Sportivo          | Anno | Alt. | Peso |
| -- | ---------------------- | ----- | ----------------- | ---- | ---- | ---- |
| 2  | Stati Uniti (bandiera) | GA    | Linton Townes     | 1959 | 201  | 86   |
| 3  | Stati Uniti (bandiera) | GA    | Jeff Lamp         | 1959 | 198  | 88   |
| 4  | Stati Uniti (bandiera) | GA    | Jim Paxson        | 1957 | 198  | 91   |
| 7  | Stati Uniti (bandiera) | AC    | Hank McDowell     | 1959 | 206  | 98   |
| 10 | Stati Uniti (bandiera) | G     | Don Buse          | 1950 | 193  | 86   |
| 12 | Stati Uniti (bandiera) | G     | Fat Lever         | 1960 | 191  | 77   |
| 14 | Stati Uniti (bandiera) | G     | Darnell Valentine | 1959 | 185  | 83   |
| 22 | Stati Uniti (bandiera) | GA    | Jeff Judkins      | 1956 | 198  | 84   |
| 24 | Stati Uniti (bandiera) | C     | Audie Norris      | 1960 | 206  | 104  |
| 31 | Stati Uniti (bandiera) | A     | Pete Verhoeven    | 1959 | 206  | 98   |
| 33 | Stati Uniti (bandiera) | AC    | Calvin Natt       | 1957 | 198  | 100  |
| 34 | Stati Uniti (bandiera) | A     | Kenny Carr        | 1955 | 201  | 100  |
| 42 | Stati Uniti (bandiera) | AC    | Wayne Cooper      | 1956 | 208  | 100  |
| 43 | Bahamas (bandiera)     | AC    | Mychal Thompson   | 1955 | 208  | 103  |

## Staff tecnico
- Allenatore: Jack Ramsay
- Vice-allenatori: Jim Lynam, Bucky Buckwalter